# Trichosteleum fuscescens
Trichosteleum fuscescens är en bladmossart som beskrevs av J.C. Norris och T. Koponen 1985. Trichosteleum fuscescens ingår i släktet Trichosteleum och familjen Sematophyllaceae. Inga underarter finns listade i Catalogue of Life.